# Терегулов, Рамис Зуфарович
Рамис Зуфарович Терегулов (род. 7 октября 1986, Таш-Кумыр, Джалал-Абадская область) — российский боец ММА, мастер спорта России по самбо, мастер спорта России по армейскому рукопашному бою, мастер спорта России международного класса по спортивной борьбе. Чемпион России, Европы и мира по панкратиону. Был признан лучшим бойцом 2016 года по панкратиону среди мужчин в народном голосовании. Чемпион мира по версии WMMAFC.

## Биография
Родился 7 октября 1986 года в городе Таш-Кумыр Киргизской ССР. В 1995 году вместе с семьёй переехал в Россию. В 2001 году начал изучать самбо в ДЮСШ «Олимп» г. Кузнецка под руководством тренера С. В. Пономарёва. С 2005 по 2007 год проходил службу в армии, где начал заниматься армейским рукопашным боем. В ходе восьмимесячной командировки участвовал в боевых действиях в Чечне. Награждён медалью «За воинскую доблесть» II степени.
По возвращении из армии продолжил выступать в соревнованиях по АРБ, боевому самбо и панкратиону, а также начал выступать в смешанных единоборствах.
Участвовал в боях промоушенов PMMA, ProFC, ACB, Battle of Warriors, Battle on the Volga, GFC, OFC и других.
В 2016 году был признан лучшим бойцом Федерации панкратиона России, был награжден памятной медалью  «За спортивные заслуги» и медалью «За патриотическое воспитание молодёжи».
В 2018 году стал победителем премии «20 успешных людей Самары» в номинации «Спорт».
Руководитель Федерации Панкратиона по Приволжскому федеральному округу.
Председатель Самарского регионального отделения Всероссийской федерации школьного спорта.

## Спортивные результаты

### Боевое самбо
- Чемпионат России по боевому самбо 2011 года (Санкт-Петербург) — [9];
- Чемпионат Европы по самбо 2011 года (София) — .

### АРБ
- Чемпионат России 2011 года (Тольятти) — ;
- Кубок Азии 2011 года — .

### Панкратион
Чемпионаты мира
- Чемпионат мира по панкратиону 2015 года (Анталья) — [10];
- Чемпионат мира по панкратиону 2016 года (Тбилиси) — [11];
- Чемпионат мира по панкратиону 2017 (Сочи) — [12];
- Чемпионат мира по панкратиону 2018 (Бобруйск) — [13].

Чемпионаты Европы
- Чемпионат Европы по панкратиону 2015 года (Тбилиси) — ;
- Чемпионат Европы по панкратиону 2016 года (Будапешт) —  (традиционный),  (классический)[14];
- Чемпионат Европы по панкратиону 2017 года (Бриндизи) —  (традиционный),  (классический).

Чемпионаты России
- Чемпионат России по панкратиону 2010 года (Новочебоксарск) — ;[15]
- Чемпионат России по панкратиону 2013 года (Пермь) — ;[16]
- Чемпионат России по панкратиону 2014 года (Бердск) — ;
- Чемпионат России по панкратиону 2016 года (Иваново) — ;
- Чемпионат России по панкратиону 2017 года (Самара) — ;
- Чемпионат России по панкратиону 2018 года (Майкоп) — ;
- Чемпионат России по панкратиону 2019 года (Нижний Новгород) — .

## Статистика боёв
| Результат | Дата                  | Турнир                                         | Соперник                    | Страна           | Раунд | Время | Метод                           |
| --------- | --------------------- | ---------------------------------------------- | --------------------------- | ---------------- | ----- | ----- | ------------------------------- |
| Поражение | 22 мая 2021 года      | OFC 4 - Open Fighting Championship 4           | Александр Столяров          | Узбекистан       | 3     | 5:00  | Раздельным решением             |
| Победа    | 21 марта 2020 года    | GFC 25 - Gorilla Fighting 25                   | Ян Шипилов                  | Россия           | 2     | 0:29  | Техническим нокаутом (удары)    |
| Победа    | 21 марта 2020 года    | GFC 25 - Gorilla Fighting 25                   | Михаил Сарбашев             | Россия           | 1     | 0:46  | Нокаутом (удар)                 |
| Поражение | 6 октября 2019 года   | GFC 18 - Gorilla Fighting 18                   | Срджан Марович              | Хорватия         | 3     | 2:57  | Техническим нокаутом (удары)    |
| Поражение | 28 июля 2019 года     | GFC 15 - Gorilla Fighting 15                   | Шимон Байор                 | Польша           | 1     | 3:12  | Техническим нокаутом (удары)    |
| Ничья     | 17 февраля 2019 года  | Battle on the Volga 9                          | Иван Витасович              | Хорватия         | 3     | 5:00  |                                 |
| Победа    | 14 декабря 2018 года  | Battle on the Volga 8                          | Рокас Стамбраускас          | Литва            | 1     | 3:03  | Нокаутом (удар)                 |
| Победа    | 23 сентября 2018 года | Battle on the Volga 6                          | Бубакар Бальде              | Франция          | 3     | 5:00  | Единогласное решение            |
| Победа    | 11 мая 2018 года      | Battle on the Volga 4                          | Хосе Агустин Хименез Гарсия | Испания          | 1     | 4:20  | Нокаутом (удар в голову)        |
| Победа    | 3 марта 2018 года     | Battle of Warriors 4                           | Кристиан Салман             | Камерун          | 1     | 0:43  | Сабмишном (хил хук)             |
| Поражение | 17 февраля 2017 года  | Battle of Warriors 2                           | Бубакар Бальде              | Франция          | 2     | 4:01  | Техническим нокаутом (удары)    |
| Поражение | 20 августа 2016 года  | ACB 43 — Battle of the Sura                    | Чарльз Андраде              | Бразилия         | 2     | 2:16  | Нокаутом (удар)                 |
| Поражение | 30 января 2016 года   | Professional Combat Sambo — Battle of Warriors | Малик Мерад                 | Франция          | 2     | 2:30  | Техническим нокаутом (удары)    |
| Поражение | 19 сентября 2015 года | WWFC — Cage Encounter 4                        | Кристиан М’Пумбу            | Республика Конго | 2     | 3:37  | Нокаутом (удар)                 |
| Победа    | 2 апреля 2015 года    | Professional Combat Sambo — Russia Cup         | Виктор Делл                 | Германия         | 1     | 1:20  | Сабмишном (удушение гильотиной) |
| Победа    | 25 марта 2015 года    | Tula Cup — Mix Combat Sambo                    | Сергей Горбачёв             | Россия           | 1     | 1:49  | Сабмишном (рычаг локтя)         |
| Победа    | 20 сентября 2014 года | SHC 10 — Carvalho vs. Belo                     | Сильвен Потард              | Франция          | 3     | 5:00  | Единогласное решение            |
| Победа    | 16 мая 2014 года      | Fight Star — Battle on Sura 1                  | Борис Полежай               | Украина          | 3     | 5:00  | Единогласное решение            |
| Прерван   | 6 апреля 2014 года    | ProFC 53 — Khachatryan vs. Egorov              | Михаил Шеин                 | Россия           | 3     | 2:05  | Уклонение бойцов от боя         |
| Победа    | 16 октября 2013 года  | ProFC — ProFC 50                               | Ислам Дзадзиев              | Казахстан        | 3     | 5:00  | Единогласное решение            |
| Поражение | 22 декабря 2011 года  | League S-70 — Russian Championship First Round | Ханилав Ханилаев            | Россия           | 2     | 4:59  | Нокаутом (Удар)                 |
| Победа    | 17 декабря 2011 года  | TOW — Triumph of Will                          | Давид Саакян                | Россия           | 2     | 1:55  | Сабмишном (рычаг локтя)         |
| Победа    | 6 июля 2010 года      | ORS — Open Ring Samara                         | Сергей Винокуров            | Россия           | 1     | 2:11  | Сабмишном (рычаг локтя)         |
| Победа    | 29 декабря 2008 года  | Penza MMA — Penza vs. Saransk                  | Евгений Акульников          | Россия           | 1     | 0:54  | Сабмишном (рычаг локтя)         |
| Победа    | 14 января 2008 года   | PMMA — Penza MMA                               | Евгений Зотов               | Россия           | 1     | 0:55  | Сабмишном (рычаг локтя)         |
| Победа    | 14 января 2008 года   | PMMA — Penza MMA                               | Антон Малахов               | Россия           | 1     | 0:43  | Сабмишном (Кимура)              |